# رزتا (فیلم)
رزتا (به فرانسوی: Rosetta) عنوان فیلمی محصول مشترک فرانسه و بلژیک و به کارگردانی ژان پیر داردن و لوک داردن است که در سال ۱۹۹۹ اکران شد. این فیلم برنده نخل طلای جشنواره فیلم کن سال ۱۹۹۹ برای بهترین فیلم و بهترین بازیگر نقش اول زن شده است.
سایت اینترنتی آرت اند فیث (Arts and Faith) در دسامبر ۲۰۰۶ این فیلم را در لیست ۱۰۰ فیلم برتر، در رده ۳۳ قرار داده است.

## داستان
رزتا (امیلی دوکن) دختر جوانی است که همراه با مادر الکلی‌اش در یک کاروان کوچک اجاره‌ای در اطراف شهر زندگی می‌کند، او به دنبال یک شغل و یک زندگی آرام است و می‌خواهد مستقل و مفید باشد، او چندین بار کار ساده‌ای با دستمزد کم پیدا می‌کند ولی هر بار به سادگی از آن کار کنار گذاشته می‌شود و در این جریان با ریکه (فابریزیو رنژیونه) که یک فروشنده تنقلات و شیرینی خانگی در یک دکه است آشنا می‌شود و …